# Emil J.N. Brandt-Hinselmann
Emil J. N. Brandt-Hinselmann, född 1859 på Jylland, död i juli 1923 i Hildesheim, var en tysk ämbetsman och meteorolog.
Hinselmann började 1907 att i Hildesheim publicera väderprognoser och utgav från 1912 kalendern "Mond und Wetter im Jahre 19... Hannover, Verlag von M. & H. Schaper". Hans förutsägelser publicerades i "Mitteilungen der Deutschen Landwirtschafts-Gesellschaft", men började sedermera att införas även i svenska tidningar som Svenska Dagbladet och Landtmannen.  Många av Sveriges största och främsta lantbrukare började att helt inrätta sitt jordbruk efter dessa prognoser och ansåg sig vinna mycket på detta.
Även om Hinselmanns prognoser i många fall slog in ansågs hans teori, vilken grundade sig på månens hypotetiska ebb och flodverkan på atmosfären samt på Heinrich Wilhelm Doves teori om ekvatorial- och polarströmmar, vara otillfredsställande. Hinselmanns prognoser var inte heller underkastade någon regelbunden prövning av Preussische Meteorologische Institut i Berlin.